# Żabianka (Lublin)
Pour les articles homonymes, voir Żabianka.
Żabianka (prononciation [ʐaˈbjaŋka]) est un village de la gmina d'Ułęż du powiat de Ryki dans la voïvodie de Lublin, situé dans l'est de la Pologne.
Il se situe à environ 3 kilomètres au sud-est d'Ułęż (siège de la gmina), 13 kilomètres au sud-est de Ryki (siège du powiat) et 51 kilomètres au nord-ouest de Lublin (capitale de la voïvodie).
Le village compte approximativement une population de 134 habitants.

## Histoire
De 1975 à 1998, la gmina est attachée administrativement à l'ancienne voïvodie de Lublin.

Depuis 1999, elle fait partie de la nouvelle voïvodie de Lublin.